# Lingson Berekanyama
Lingson Kambewa Waidon Berekanyama (Lilongüe, 30 de septiembre de 1962-ibidem, 12 de enero de 2021) fue un abogado y político malauí, que se desempeñó como ministro de Gobierno y Desarrollo Rural de ese país. 

## Biografía
Nació en el centro de Malaui, cuando formaba parte de la Federación de Rodesia y Nyasalandia, en septiembre de 1962. Estudió Derecho en la Universidad de Malaui. 
Comenzó su carrera política como concejal del ayuntamiento de Lilongüe. Trabajó como funcionario para el gobierno de Hastings Kamuzu Banda. 
Miembro de alto rango del Partido del Congreso de Malaui, fue vicepresidente de este, y se desempeñó como miembro del Parlamento por el distrito de Lilongüe-Msinja Sur. En el Parlamento, llegó a ser jefe del Comité de Nombramiento Público y Declaración de Bienes, entidad encargada del escrutinio de los contratos públicos. También durante su gestión como legislador, se vio involucrado en un escándalo de corrupción por el desvío de 25.000 de kuachas de las arcas públicas.
Fue ministro de Gobierno Local y Desarrollo Local durante el gobierno de Lazarus Chakwera. Durante su paso por el ministerio, criticó el tribalismo, costumbre aún común en ese país. 
Falleció debido a complicaciones derivadas del COVID-19 el 12 de enero de 2021, convirtiéndose así en el primer ministro de Malaui que falleció debido a esa enfermedad. Apenas algunas horas más tarde, murió el ministro de Obras Públicas, Sidik Mia.